# Matão
Matão este un oraș în São Paulo (SP), Brazilia.